# پیپ تیائو
پیپ تیائو (انگلیسی: Pape Thiaw؛ زادهٔ ۵ فوریهٔ ۱۹۸۱) یک بازیکن فوتبال اهل سنگال است.
وی همچنین در تیم ملی فوتبال سنگال بازی کرده و عضوی از این تیم در جام جهانی فوتبال ۲۰۰۲ بوده است.